# Communauté de communes du Grand Roye
La communauté de communes du Grand Roye (CCGR) est une communauté de communes française, située dans le département de la Somme et la région administrative Hauts-de-France.

## Histoire
Une première communauté de communes du Grand Roye est créée le 1er janvier 2012, regroupant les communes d'Armancourt, Balatre, Beuvraignes, Biarre, Carrépuis, Champien, Crémery, Cressy-Omencourt, Damery, Dancourt-Popincourt, l’Echelle-Saint-Aurin, Ercheu, Étalon, Fonches-fonchettes, Fresnoy-les-Roye, Goyencourt, Gruny, Hattencourt, Herly, Laucourt, Liancourt-Fosse, Marché-Allouarde, Rethonvillers, Roiglise, Roye, Saint-Mard, Tilloloy, Verpillères et Villers-les-Roye.
Cette communauté résulte de la transformation du syndicat intercommunal à vocation multiple (SIVOM) du canton de Roye, créé le 24 octobre 1972, qui était devenu le 22 octobre 1999 un SIVOM à la carte. Il était composé de 29 des 33 communes de l'ancien canton de Roye (Billancourt, Breuil, Curchy et Moyencourt n'avaient pas adhéré au SIVOM).
Le 1er janvier 2014, la commune de Rethonvillers s'en est retirée pour adhérer à la communauté de communes du Pays Neslois.
Dans le cadre des dispositions de la loi portant nouvelle organisation territoriale de la République du 7 août 2015, qui prévoit que les établissements publics de coopération intercommunale (EPCI) à fiscalité propre doivent avoir un minimum de 15 000 habitants, la préfète de la Somme propose en octobre 2015 un projet de nouveau schéma départemental de coopération intercommunale (SDCI) qui prévoit la réduction de 28 à 16 du nombre des intercommunalités à fiscalité propre du Département. 
Après des hypothèses de regroupement des communautés de communes du Grand Roye (CCGR), du canton de Montdidier (CCCM), du Santerre et d’Avre, Luce et Moreuil, la préfète dévoile en octobre 2015 son projet prévoit la « fusion des communautés de communes du Grand Roye et du canton de Montdidier », le nouvel ensemble de 24 805 habitants regroupant 62 communes,. À la suite de l'avis favorable des intercommunalités concernées et de la commission départementale de coopération intercommunale en janvier 2016, la préfecture a sollicité l'avis formel des conseils municipaux et communautaires concernés en vue de la mise en œuvre de la fusion le 1er janvier 2017.
La nouvelle intercommunalité, qui conserve la dénomination de communauté de communes du Grand Roye, est créée par un arrêté préfectoral du 1er janvier 2017,.
Le 1er janvier 2019, Hargicourt fusionne avec Contoire et Pierrepont-sur-Avre pour constituer la commune nouvelle de Trois-Rivières. Celle-ci choisit l'appartenance à CC du Grand Roye. Le nombre de communes est inchangé mais le territoire communautaire s'agrandit de 1 094 habitants et de 11,44 km2.
Herly, qui avait déjà exprimé ce souhait en 2017,  a engagé une procédure en 2021/2022  afin de quitter le Grand Roye, malgré l'opposition de son conseil communautaire, pour rejoindre la communauté de communes de l'Est de la Somme,

## Territoire communautaire

### Description
La communauté de communes du Grand Roye, située dans la région picarde du Santerre, à l’est du département de la Somme et à la limite de l’Oise, est constituée depuis 2017 de 62 communes.
Son territoire est desservi par les sorties 11 et 12 de l'autoroute A1, l'ex-route nationale 334 (actuelle RD 934), reliant Amiens à Noyon.
Elle est traversée par 
- la LGV Nord, comprenant la gare TGV Haute-Picardie située sur les communes d'Estrées-Deniécourt et d'Ablaincourt-Pressoir, aisément accessible depuis le territoire intercommunal.
- la Ligne d'Ormoy-Villers à Boves  avec sa desserte TER Picardie Amiens - Compiègne (gares de Montdidier et de Hargicourt - Pierrepont.

L'intercommunalité est irriguée par : 
- l'Avre (Verpillières, Roiglise, Roye, Saint-Mard, l'Échelle-Saint-Aurin, Villers-lès-Roye)
- l’Ingon (Fonches-Fonchette , Étalon et Herly)

ainsi que leurs affluents.

### Composition
La communauté de communes est composée des 62 communes suivantes :

| Nom                       | Code Insee | Gentilé          | Superficie (km2) | Population (dernière pop. légale) | Densité (hab./km2) |
| ------------------------- | ---------- | ---------------- | ---------------- | --------------------------------- | ------------------ |
| Montdidier (siège)        | 80561      |                  | 12,58            | 5 978 (2022)                      | 475                |
| Andechy                   | 80023      | Andechois        | 7,77             | 285 (2022)                        | 37                 |
| Armancourt                | 80027      | Armancourtois    | 2,16             | 33 (2022)                         | 15                 |
| Assainvillers             | 80032      | Assainvilleriens | 7,3              | 134 (2022)                        | 18                 |
| Ayencourt                 | 80049      | Monchellois      | 4,67             | 153 (2022)                        | 33                 |
| Balâtre                   | 80053      | Balatrais        | 3,3              | 75 (2022)                         | 23                 |
| Becquigny                 | 80074      |                  | 6,04             | 116 (2022)                        | 19                 |
| Beuvraignes               | 80101      | Beuvraignois     | 14,45            | 880 (2022)                        | 61                 |
| Biarre                    | 80103      |                  | 2,4              | 58 (2022)                         | 24                 |
| Bouillancourt-la-Bataille | 80121      |                  | 3,59             | 144 (2022)                        | 40                 |
| Boussicourt               | 80125      | Boussicourtois   | 3,32             | 82 (2022)                         | 25                 |
| Bus-la-Mésière            | 80152      | Busiens          | 6,85             | 142 (2022)                        | 21                 |
| Cantigny                  | 80170      | Cantignois       | 4,03             | 110 (2022)                        | 27                 |
| Le Cardonnois             | 80174      | Cardonnoisiens   | 2,37             | 71 (2022)                         | 30                 |
| Carrépuis                 | 80176      | Carrépuisiens    | 5,5              | 258 (2022)                        | 47                 |
| Champien                  | 80185      | Champiennois     | 8,77             | 279 (2022)                        | 32                 |
| Courtemanche              | 80220      | Courtemanchois   | 4,15             | 99 (2022)                         | 24                 |
| Crémery                   | 80223      |                  | 2,58             | 128 (2022)                        | 50                 |
| Cressy-Omencourt          | 80224      | Omencourtois     | 7,67             | 126 (2022)                        | 16                 |
| Damery                    | 80232      |                  | 4,83             | 222 (2022)                        | 46                 |
| Dancourt-Popincourt       | 80233      |                  | 5,9              | 152 (2022)                        | 26                 |
| Davenescourt              | 80236      |                  | 11,73            | 548 (2022)                        | 47                 |
| L'Échelle-Saint-Aurin     | 80263      |                  | 5,1              | 45 (2022)                         | 8,8                |
| Erches                    | 80278      | Erchois          | 8,21             | 195 (2022)                        | 24                 |
| Ercheu                    | 80279      |                  | 14,15            | 754 (2022)                        | 53                 |
| Étalon                    | 80292      |                  | 4,56             | 128 (2022)                        | 28                 |
| Ételfay                   | 80293      | Ételfayens       | 8,12             | 352 (2022)                        | 43                 |
| Faverolles                | 80302      |                  | 6,7              | 173 (2022)                        | 26                 |
| Fescamps                  | 80306      | Fescampois       | 5,08             | 134 (2022)                        | 26                 |
| Fignières                 | 80311      | Fignièrois       | 6,6              | 143 (2022)                        | 22                 |
| Fonches-Fonchette         | 80322      | Fonchois         | 5,02             | 169 (2022)                        | 34                 |
| Fontaine-sous-Montdidier  | 80326      | Fontainois       | 9,03             | 98 (2022)                         | 11                 |
| Fresnoy-lès-Roye          | 80359      |                  | 7,65             | 285 (2022)                        | 37                 |
| Goyencourt                | 80383      |                  | 5,38             | 97 (2022)                         | 18                 |
| Gratibus                  | 80386      | Gratibusiens     | 5,33             | 178 (2022)                        | 33                 |
| Grivillers                | 80391      |                  | 3,39             | 91 (2022)                         | 27                 |
| Gruny                     | 80393      | Gruniens         | 7,01             | 306 (2022)                        | 44                 |
| Guerbigny                 | 80395      | Guerlotins       | 8,27             | 275 (2022)                        | 33                 |
| Hattencourt               | 80421      |                  | 3,61             | 300 (2022)                        | 83                 |
| Herly                     | 80433      |                  | 3,75             | 40 (2022)                         | 11                 |
| Laboissière-en-Santerre   | 80453      | Bossériens       | 7,15             | 138 (2022)                        | 19                 |
| Laucourt                  | 80467      |                  | 6,37             | 184 (2022)                        | 29                 |
| Liancourt-Fosse           | 80473      |                  | 6,44             | 292 (2022)                        | 45                 |
| Lignières                 | 80478      |                  | 6,33             | 146 (2022)                        | 23                 |
| Malpart                   | 80504      | Malpartois       | 4,25             | 73 (2022)                         | 17                 |
| Marché-Allouarde          | 80508      |                  | 2,07             | 50 (2022)                         | 24                 |
| Marestmontiers            | 80511      | Maresmontois     | 2,48             | 116 (2022)                        | 47                 |
| Marquivillers             | 80517      | Marguilliers     | 5,78             | 187 (2022)                        | 32                 |
| Mesnil-Saint-Georges      | 80541      | Mesnilois        | 6,04             | 211 (2022)                        | 35                 |
| Piennes-Onvillers         | 80623      |                  | 12,29            | 385 (2022)                        | 31                 |
| Remaugies                 | 80667      | Remaugeois       | 4,14             | 136 (2022)                        | 33                 |
| Roiglise                  | 80676      | Roiglisiens      | 5,67             | 153 (2022)                        | 27                 |
| Rollot                    | 80678      | Rollotois        | 12               | 768 (2022)                        | 64                 |
| Roye                      | 80685      |                  | 15,55            | 5 748 (2022)                      | 370                |
| Rubescourt                | 80687      | Rubescourtois    | 3,97             | 135 (2022)                        | 34                 |
| Saint-Mard                | 80708      |                  | 4,15             | 157 (2022)                        | 38                 |
| Tilloloy                  | 80759      |                  | 6,37             | 327 (2022)                        | 51                 |
| Trois-Rivières            | 80625      |                  | 16,63            | 1 484 (2022)                      | 89                 |
| Verpillières              | 80790      |                  | 4,87             | 167 (2022)                        | 34                 |
| Villers-lès-Roye          | 80803      |                  | 6,31             | 281 (2022)                        | 45                 |
| Villers-Tournelle         | 80805      |                  | 5,93             | 158 (2022)                        | 27                 |
| Warsy                     | 80822      | Warsysiens       | 2,98             | 136 (2022)                        | 46                 |

### Démographie
| 1968   | 1975   | 1982   | 1990   | 1999   | 2006   | 2011   | 2016   |
| ------ | ------ | ------ | ------ | ------ | ------ | ------ | ------ |
| 22 190 | 22 871 | 23 244 | 23 623 | 24 657 | 25 026 | 25 787 | 25 873 |

## Politique et administration

### Siège
Le siège de la communauté est à Montdidier, 1136 Rue Pasteur Prolongée.

### Élus
La communauté de communes est administrée par son Conseil communautaire, composé à compter des élections municipales de 2020 dans la Somme et pour tenir compte de l'évolution démographique des communes, le conseil communautaire est réduit à 93 membres répartis comme suit :

- 15 sièges pour Montdidier ;

- 14 sièges pour Roye ;

- 3 sièges pour Trois-Rivières ;

- 2 sièges pour Beuvraignes et Ercheu ;

- 1 siège pour les autres communes.
Au terme des élections municipales de 2020, le conseil communautaire restructuré a réélu sa présidente, Bénédicte Thiébaut, maire de Roiglise, et désigné ses 15 vice-présidents, qui sont, :
1. Joël Suin, maire de Trois-Rivières ;
2. Frédérick Boquet, maire de Liancourt-Fosse ;
3. Michel Choisy, maire de Rollot ;
4. Éric Guibon, maire-adjoint de Roye ;
5. Hervé Defrance, conseiller municipal de Montdidier ;
6. Marjorie Delaporte, maire d’Armancourt ;
7. Xavier Balzot, maire de Erches ;
8. Josiane Hérouart, maire-adjoint de Roye ;
9. Valérie Lejeune, conseillère municipale de Montdidier ;
10. Valérie Bauduin, maire de Goyencourt ;
11. Brigitte Demarcy, maire d’Ayencourt-Le-Monchel ;
12. Jean-Pierre Ramu, conseiller délégué de Roye ;
13. Tony Lheureux, conseiller municipal de Montdidier ;
14. Anne Leroyer, maire de Saint-Mard ;
15. Pascal Lefèvre, maire de Fescamps.

La présidente, les 15 vice-présidents et 10 autres membres — et notamment les maires des bourgs-centres — constituent le bureau de l'intercommunalité pour la mandature 2020-2026.

### Liste des présidents
| Période                                  | Période                       | Identité           | Étiquette | Qualité                                                      |
| ---------------------------------------- | ----------------------------- | ------------------ | --------- | ------------------------------------------------------------ |
| Les données manquantes sont à compléter. |                               |                    |           |                                                              |
| 2012 (?)                                 | En cours (au 10 juillet 2020) | Bénédicte Thiébaut | UDI       | maire de Roiglise (2008 → ) Réélue pour le mandat 2017-2020, |

### Compétences
L'intercommunalité exerce les compétences qui lui ont été transférées par les communes membres, dans les conditions fixées par le code général des collectivités territoriales.
Ces compétences ont été déterminées par le conseil communautaire de décembre 2018 et sont : 
- Compétences obligatoires :
  - Aménagement du territoire ;
  - Développement économique ;
  - GEMAPI ;
  - Aire d'accueil des gens du voyage ;
  - Collecte et traitement des déchets des ménagers et déchets assimilés.

- Compétences optionnelles :
  - Protection et mise en valeur de l'environnement ;
  - Politique du logement et du cadre de vie ;
  - Voirie ;
  - Action Sociale ;
  - Sentiers de randonnées ;
  - Transport ;
  - Gestion de l'immeuble loué à la gendarmerie ;
  - Gestion des animaux errants ;
  - SDIS.

- Compétences facultatives :
  - Assainissement non collectif
  - Aménagement numérique du territoire
  - Equipements culturels, sportifs d'intérêt communautaire
  - Déneigement
  - Aérodrome intercommunal
  - Politiques contractuelles
  - Fonds de concours

### Régime fiscal
La Communauté de communes est un établissement public de coopération intercommunale à fiscalité propre.
Afin d'assurer ses compétences, la communauté de communes perçoit une fiscalité additionnelle aux impôts locaux des communes, sans fiscalité professionnelle de zone et sans fiscalité professionnelle sur les éoliennes.

## Projets et réalisations
Conformément aux dispositions légales, une communauté de communes a pour objet d'associer des « communes au sein d'un espace de solidarité, envue de l'élaboration d'un projet commun de développement et d'aménagement de l'espace ».